# ألما جودوروسكي
ألما جودوروسكي (بالفرنسية: Alma Jodorowsky)‏ (ولدت في 26 سبتمبر 1991) عارضة أزياء ومغنية وممثلة فرنسية. في عام 2013، لعبت جودوروفسكي دورًا مساندًا في الدراما الرومانسية للمخرج السينمائي عبد اللطيف كشيش « الآزرق هو أدفئ الألوان»، الحائزة على جائزة السعفة الذهبية في مهرجان كان السينمائي 2013. في عام 2016 حصلت على الدور رئيسي «إيفلين» في فيلم «شباب في الحب» في بريطانيا، بجانب ويل بولتر وسيباستيان دي سوزا والموضة الشهيرة كارا ديليفين.

## نشأتها
ألما جودوروفسكي هي حفيدة أليخاندرو يودوروفسكي، المخرج السينمائي والمؤلف المولد من المهاجرين اليهود الأوكرانيين في تشيلي. والدها هو الممثل برونتي جودوروفسكي، ابن أليخاندرو مع برناديت لاندرو الأكبر، والدتها هي فاليري كروزيت وعمها هو الممثل والمغني أدان جودوروفسكي.

## روابط خارجية
- ألما جودوروسكي على موقع IMDb (الإنجليزية)
- ألما جودوروسكي على موقع قاعدة بيانات الأفلام العربية
- ألما جودوروسكي على موقع ألو سيني (الفرنسية)
- ألما جودوروسكي على موقع ميوزك برينز (الإنجليزية)
- ألما جودوروسكي على موقع أول موفي (الإنجليزية)
- ألما جودوروسكي على موقع قاعدة بيانات الأفلام السويدية (السويدية)
- ألما جودوروسكي على موقع ديسكوغز (الإنجليزية)
- ألما جودوروسكي على موقع قاعدة بيانات الفيلم (الإنجليزية)
- ألما جودوروسكي على موقع كينوبويسك (الروسية)